# Aleksandr Famintsín
Aleksandr Serguéievitx Famintsín rus: Александр Сергеевич Фаминцын (Kaluga, Imperi Rus, 24 d'octubre de 1841 - Lígovo, actual Óblast de Leningrad, 6 de juliol de 1896) fou un compositor i crític musical rus.
Primer estudià ciències naturals en la universitat de la seva vila natal, però no tardà a dedicar-se per complet a la música, i tingué com a mestres a Vogt, a Sant Petersburg: i a Hauptmann i Ernst Friedrich Richter a Leipzig, i en Seifriz, a Löwenberg. El 1865 fou nomenat professor d'història de la música del Conservatori de Sant Petersburg, càrrec que conservà fins al 1872, i des de 1870 ocupà la secretària de la Societat Imperial de Música.

## Obres
- Sardanapal, òpera (1875), estrenada a Sant Petersburg.
- Uriel Acosta, òpera (1883), estrenada a Sant Petersburg.
- Rapsòdia russa, per a violí i orquestra.
- Dos Quartets, per a instruments d'arc.
- Peces per a piano.
- Una Col·lecció de cants infantils russos, a una i tres veus.
- Bajan, melodies de l'Europa Occidental, amb text rús.

Dirigí la revista L'Estació Musical de Moscou i, a més de nombrosos articles de crítica musical, publicà:
- Els déus dels antics eslaus, (1884).
- Els cantors ambulants a Rússia (1889).
- L'antiga gamma de l'Indo-Xina, (1889).
- La gusla, (1890).
- La domra i altres instruments anàlegs, (1891), monografia de singular importància, de la historiografia instrumental eslava.